# 日本テリア
日本テリア（にほんテリア）は、日本原産の犬の1品種。家庭犬として作出された、非常に被毛の短いトイ・テリアで、日本原産犬種としては唯一のテリア犬種でもある。

## 歴史
系統は、具体的には不分明。1700年代に、オランダから長崎に渡来したスムース・フォックス・テリアを祖として小型の在来犬を配し、後に神戸で改良したものであるという。
ただし、スムース・フォックス・テリア自体、犬種としての固定は1862年頃まで固定されておらず、当時の有名な個体ですら親がブラック・アンド・タンの犬だったり、親がブル・テリアやポインター、ダルメシアンといった雑種であること多かった。伝えられる年代が正しいとすれば、厳密にはスムース・フォックス・テリアではなく、その原種犬が日本テリアの先祖ということになる。
ほかに、トイ・マンチェスター・テリア、イタリアン・グレーハウンド、トイ・ブル・テリアなどの血が入っているのではないかとも考えられる。
主に神戸で、抱き犬としてかわいがられ、「神戸テリア」「お雪テリア」「ミカド・テリア」などの愛称で親しまれた。「お雪テリア Oyuki terrier」の名は、アメリカの大財閥であるモルガン家の御曹司と結婚して有名になった女性（モルガンお雪）の名によるもので、彼女はこの犬のファンであったという。
1920年ごろから計画繁殖が行われ、1930年ごろ（昭和初期）にタイプが固定された。1930～32年には日本テリア・ブームが起こったが、特に1932年（昭和7年）にはブームが爆発し、日本テリアの繁殖や売買譲渡が投機化するに至った。しかし、この年に大阪で組織された「日本テリア倶楽部」を筆頭に、研究団体が全国に次々に樹立されると、これらが互いに連繋して、さらなる固定洗練への堅実な努力が積まれるようになった。
不運なことに、日本テリアの隆盛は、太平洋戦争の開戦によって終止符を打たれた。戦時中は、軍用犬を除く他の全ての犬種と同じく、日本テリアの数も激減した。絶滅のおそれもあったが、戦後、愛好家の努力によって甦ることができた。
愛玩犬として、日本テリアは現在も、熱烈な愛好者をもつ。しかし、戦前のような幅広い人気が回復することはなく、日本原産犬としては、最も知名度の低いものの1つにとどまっている。そのため、数も比較的少なく、絶滅を危ぶむ声もある。
ジャパンケネルクラブの2009年出産登録数は約40頭と、年々減少の傾向を辿っている。2011年の出産登録数は18頭であった。

## サイズ
- 体高：オス・メスとも、約30-33cm[1]。
- 体重：約 4-5 kg。

## 特徴
体は小さいが、スマートな外貌、鮮明で引き締まった輪郭をもつ。
ビロードのような感触の短い被毛が特徴であり、毛の長さは 2mm 内外である。戦前は長さ1mm 程度がよいとされたが、それでは皮膚を傷つけるおそれがあるため、現在は皮膚が隠れるくらいの長さとなった。短毛のため、寒さには弱い。冬には暖房への配慮が必要である。
耳は高い位置についており、V字型で、半分が前方または横に垂れる（笹耳）。 眼はアーモンド型で暗褐色。 尾は適度に細く、生まれて1週間以内に、直立する程度の長さに断尾する習慣がある。

## 性格
機敏な動作が魅力的な犬種。溌剌としており、明るく活発。感覚が鋭く、外来者への警戒心も強い。侵入者にはよく吠えるので、番犬向きでもある。とはいえ、テリア類の中では比較的おっとりしていて穏やかな方。
利発であり、人間の言葉にもよく反応する。飼い主の表情や状況を読みとって、その場に応じた行動ができると言われる。

## 毛色
頭部はブラック、タン、ホワイトの3色。ボディはホワイトにブラック・スポット、ブラック・マーキングまたはタン・マーキングがある。